# Mezentsev (cràter)

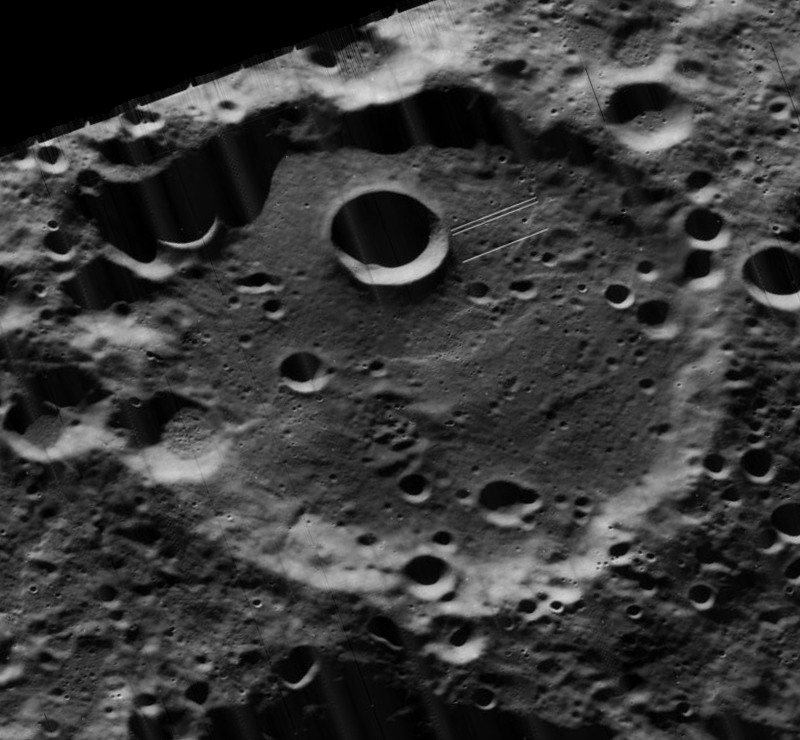
Imatge obliqua de la missió Lunar Orbiter 5, mirant a l'oest.

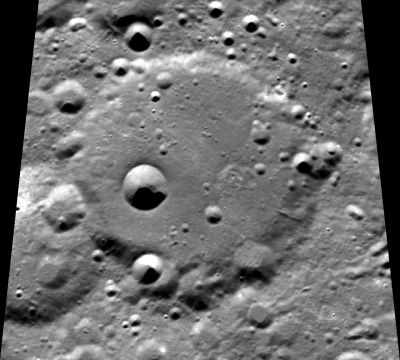
Fotografia de la missió Clementinem (1994)

Mezentsev és un cràter d'impacte que es troba en una elevada latitud nord de la cara oculta de la Lluna, just a l'oest del petit cràter Niepce. Al sud-oest apareix el cràter Stebbins de major grandària, a l'oest-sud-oest es troba Hipòcrates i al nord-oest es localitza Heymans.

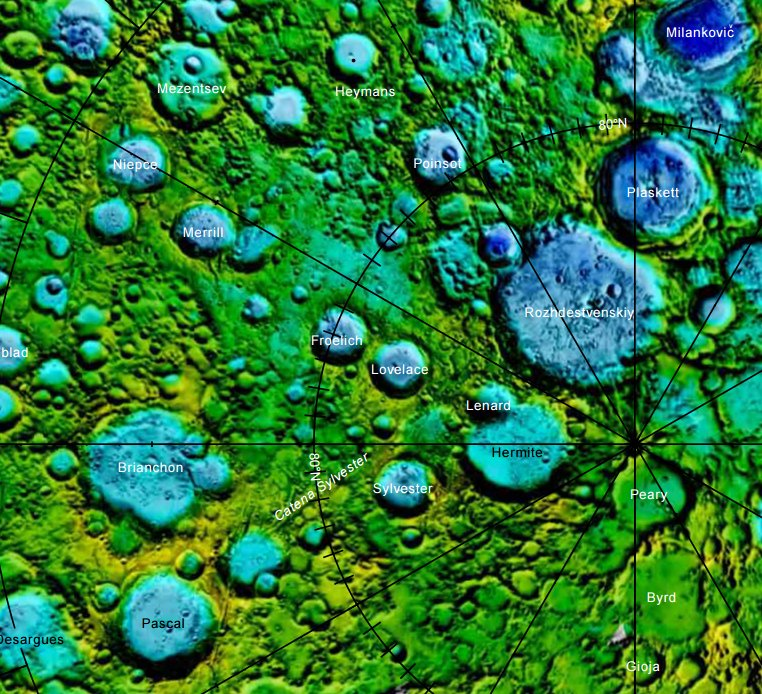
Localització de Metzentsev (part superior central del quadrant superior esquerre de la imatge)

Es tracta d'un cràter desgastat i erosionat, amb una vora exterior baixa i un interior relativament anivellat. La naturalesa circular de la vora encara es pot apreciar, però una sèrie d'impactes travessen el seu brocal, en general suavitzat i arrodonit. Un cràter més petit s'uneix a la vora del sector sud-oest, amb el cràter satèl·lit Mezentsev S travessant la vora occidental d'aquest impacte. El sòl interior apareix anivellat, però amb alguns cràters petits que marquen la seva superfície. El més prominent d'aquests és un cràter recent en forma de bol situat en la meitat occidental interior.
En alguns mapes lunars el nom d'aquest cràter apareix retolat com 'Mesentsev'.

## Cràters satèl·lit
Per convenció aquests elements són identificats en els mapes lunars posant la lletra en el costat del punt central del cràter que està més proper a Mezentsev.
|           | \| Mezentsev \| Coordenades \| Diàmetre \| \| --------- \| -------------------------------------- \| -------- \| \| M \| 68° 42′ N, 126° 48′ O / 68.7°N,126.8°O \| 74 km \| \| Q \| 69° 24′ N, 135° 36′ O / 69.4°N,135.6°O \| 26 km \| \| S \| 71° 30′ N, 136° 54′ O / 71.5°N,136.9°O \| 21 km \| |          |
| Mezentsev | Coordenades | Diàmetre |
| M         | 68° 42′ N, 126° 48′ O / 68.7°N,126.8°O | 74 km    |
| Q         | 69° 24′ N, 135° 36′ O / 69.4°N,135.6°O | 26 km    |
| S         | 71° 30′ N, 136° 54′ O / 71.5°N,136.9°O | 21 km    |